# 처녀의 샘
《처녀의 샘》(스웨덴어: Jungfrukällan, 영어: The Virgin Spring)은 1960년 개봉한 스웨덴의 흑백, 드라마 영화이다. 잉마르 베리만이 감독을, 울라 아이작손이 각본을 맡았다. 1960 아카데미 외국어 영화상, 1960 골든 글로브상 외국어 영화상 수상작이다. 
중세의 밸러드에 의거하여 영화화된 극히 종교적인 설화이다. 이 영화에서도 베리만은 하느님과 신앙에 대한 진지한 태도와 같은 정열을 가지고 세 사나이의 폭행이나 아버지의 복수 등 인간의 폭력적인 행동을 리얼하게 묘사하고 있다. 거기에서는 '하나님은 믿어도 교회는 믿지 않는다'라는 베리만의 기본적인 사상이 엿보이며, 또 인간으로서 항상 하나님과 대치하고 있는 베리만의 자세가 뚜렷이 엿보인다.

## 줄거리
부모의 분부로 교회에 양초를 바치러 나간 처녀 카린(페텔슨)이 어느 숲 속에서 비천한 세 사나이로부터 능욕을 당하고 살해된다. 그리고 나서 세 사나이는 그런 줄도 모르고 카린의 집에 묵게 된다. 그들의 이야기로 딸의 죽음을 안 아버지 토레(폰 시도)는 이들 세 사나이를 죽여 복수한다. 아버지는 숲으로 가서 딸의 시체 앞에서 기도하고 여기에 교회를 세우겠다고 맹세한다. 그때 죽은 카린의 머리 밑에서 맑은 샘이 콸콸 솟아난다.

## 출연

### 주연
- 막스 폰 시도우
- 버지타 발베르그

### 조연
- 건넬 린드브롬
- 토르 이세달
- 앨런 에드월